# Vacusus formicetorum
Vacusus formicetorum är en skalbaggsart som först beskrevs av Erich Wasmann 1894.  Vacusus formicetorum ingår i släktet Vacusus och familjen kvickbaggar. Inga underarter finns listade i Catalogue of Life.